# Adala
La 'Adalah (arabe : عدالة) signifie la Justice et dénote La Justice de Dieu. Il s'agit notamment d'un des 5 piliers de la foi de l'islam chiite
La croyance chiite admet l'existence du Bien et du Mal dans la nature intrinsèque de toute chose, Dieu commandant le Bien, et le Mal étant dû aux insufflations sataniques. Selon la croyance chiite, Dieu agit selon son dessein, que l'esprit humain ne saura jamais saisir dans sa totalité. Il incombe alors à l'homme de pousser sa compréhension du dessein divin aussi loin qu'il le peut.
Dans le sunnisme, la Justice de Dieu n'est pas considéré comme faisant partie des fondements de la religion (Usūl_al-Dīn). l'islam sunnite admet que rien n'est intrinsèquement Bon ou Mauvais, et que Dieu commanda aux humains d'aspirer à la bonté par l'obéissance à Ses commandements, en s'éloignant des choses qui mènent au mal en vertu de Ses interdictions.